# Revolução Sertaneja
A Revolução Sertaneja foi um movimento de caráter regional, em que coronéis e seus jagunços buscavam impedir a posse de José Joaquim Seabra, candidato de Antônio Muniz.

## Antecedentes
O principal mecanismo da Primeira República foi a chamada "política dos governadores", que se baseava em um sistema eleitoral viciado: o voto era aberto, as fraudes eram amplas e o reconhecimento dos candidatos eleitos se dava não pelo Poder Judiciário, mas pelo próprio Poder Legislativo. Por causa disto, embora José Joaquim Seabra tivesse popularidade e o apoio federal, não poderia assumir, pois as duas casas do Legislativo baiano eram, em sua maioria, de deputados e senadores severinistas e marcelinistas - grupos tradicionais do Estado que eram seus adversários.
Em 1912, o presidente era Hermes da Fonseca, que em um rompimento parcial com a política dos governadores, conduzia então a polêmica "política das salvações", cujo objetivo era ocasionar a intervenção política nos Estados brasileiros e colocá-los sob o comando de aliados do governo federal, centralizando o governo e limitando o poder das oligarquias regionais.
Com a divisão do grupo que então dominava a Bahia por causa das disputas políticas à presidência da República, então, o cenário político local havia caído no caos; o governador renunciou, o seu sucessor se recusou a assumir o cargo e um inimigo do governo central, Aurélio Rodrigues Vianna, pôde assumir o poder na Bahia.  A situação forneceu o pretexto necessário, portanto, para que o presidente decretasse intervenção federal, com o objetivo de manter no poder os seus aliados políticos. O general Sotero de Menezes, então, ordenou o traumático bombardeio de Salvador, em que a cidade foi atingida por suas próprias fortalezas, construídas com o objetivo de protegê-la.  Com a deposição do governador, então, após um breve intervalo sob o comando de Bráulio Xavier, assumiu Seabra, antigo aliado do governo central e que teria apoiado a ação violenta - algo que, junto às suas suas agressivas intervenções urbanas, lhe colecionou múltiplos oposicionistas.
Após o seu primeiro mandato (1912-1915), Seabra concorreu novamente em 1919, em eleições que sofreram forte rejeição popular, devido a acusações de fraude. Simultaneamente, Ruy Barbosa, que comandava pessoalmente a campanha de seu adversário e iniciava uma cruzada de oposição ao governo federal, viu nos coronéis e nos milhares de sertanejos descontentes do interior um auxílio para se opor ao governo.

## A Revolução
A década de 20 foi o auge do coronelismo em Lençóis, com o famoso Horácio de Matos tendo se tornado o mais poderoso chefe de jagunços.
Após o anúncio da Revolução a Epitácio Pessoa, diversas cidades da região foram ocupadas pelas tropas dos coronéis, na chamada marcha contra Salvador. Em 23 de fevereiro de 1920, então, sob pedido do governo estadual, o presidente declarou intervenção federal sobre a região, enviando 10 mil homens para garantir a posse de Seabra, que consegue chegar ao poder. O General Cardoso Aguiar, entretanto, achou por bem realizar um acordo com Horácio de Matos, o chamado Convênio dos Lençóis.
O acordo garantiu a Horácio a chefia sobre onze cidades no entorno da região da Chapada Diamantina, anistia pelos atos praticados durante a revolução, o direito a eleger dois deputados estaduais e a eleger um senador estadual. Além disso, também foram garantidos mais investimentos para o interior baiano, com a construção de estradas, escolas e hospitais Tais acordos foram vistos como vitórias do coronel nos meios políticos da época, visto que permitiram que se transformasse em governador do sertão, ainda que não tivesse conseguido impedir a posse de Seabra.